# O Farol (canção)
"O Farol" é uma canção gravada pela cantora brasileira Ivete Sangalo para seu álbum O Carnaval de Ivete Sangalo (2015). Composta por Ramon Cruz e produzida por Radamés Venâncio e apostando na mistura de neo soul e dance-pop, a faixa foi lançada oficialmente em 11 de dezembro de 2015. "O Farol" foi escolhida como a música de trabalho de Ivete para o Carnaval de 2016, e serviu como tema de abertura da novela da Rede Globo, Haja Coração (2016).

## Composição e temática
"O Farol" é uma canção do gênero musical neo soul, tendo também influências diretas de música pop. A faixa diferencia-se dos demais temas de Carnaval dos anos anteriores por não ter batidas aceleradas ou um refrão repetitivo, tendo uma levada de black music mid-time. "O Farol" traz como temática principal o amor em um relacionamento sem brigas. No início da canção fica expresso que um casal está aproveitando o anoitecer juntos ("Claro que o azul vai adormecer o dia / Vai vir a noite, aproveite), deixando a entender que teriam a primeira relação sexual do relacionamento ("Liberte as suas fantasias / Quando você tá perto tempo voa / O clima rola numa boa / Quero ficar contigo até o dia clarear"). A faixa ainda faz referência ao Farol da Barra, em Salvador, brincando com o sentido do brilho do olhar ao se estar apaixonado ("Eu quero o farol dos teus olhos / Iluminando a minha vida").

## Promoção
"O Farol" foi apresentada pela primeira vez durante show da IS20 Tour em Valença, na Bahia, ensinando o público a letra desta para que cantassem junto, além da coreografia do refrão.

## Videoclipe
O videoclipe foi lançado em 21 de dezembro apenas em sua página oficial no Facebook em um formato de 360º, uma técnica interativa sob a câmera fixa que faz com que quem assista tenha que mover o ângulo para acompanhar a cantora durante sua movimentação, permitindo ainda que se possa visualizar totalmente o cenário ao redor, inclusive as partes superior e inferior, não necessariamente apenas Ivete. Com cinco trocas de roupas e cenários diferentes, elaboradamente costurados com a edição para que a cantora passasse de um figurino para outro imperceptivelmente. Em 1 de fevereiro se tornou o videoclipe 360º mais assistido do mundo ao atingir 18 milhões de visualizações.

## Faixas e formatos
Airplay
1. "O Farol" – 3:33

## Prêmios e indicações
| Ano  | Prêmio            | Categoria          | Resultado | Ref. |
| ---- | ----------------- | ------------------ | --------- | ---- |
| 2016 | Troféu Band Folia | Música do Carnaval | Indicado  | .    |

## Desempenho nas tabelas
| Parada (2016)                                          | Melhor posição |
| ------------------------------------------------------ | -------------- |
| Billboard Brasil (Brasil Hot 100 Airplay)              | 18             |
| Billboard Brasil (Brasil Regional Brasília Hot Songs)  | 10             |
| Billboard Brasil (Brasil Regional Recife Hot Songs)    | 9              |
| Billboard Brasil (Brasil Regional Salvador Hot Songs)  | 1              |
| Billboard Brasil (Brasil Regional São Paulo Hot Songs) | 1              |
| Billboard Brasil (Brasil Regional Vitória Hot Songs)   | 3              |

## Histórico de lançamento
| País   | Data                   | Formato(s)               | Gravadora |
| ------ | ---------------------- | ------------------------ | --------- |
| Brasil | 11 de dezembro de 2015 | Airplay download digital | Universal |